# تلحودان
تلحودان (أو تل حودان أو تلحوذان) هي إحدى القرى السورية التابعة لمحافظة حلب الشهباء وتقع على الجانب الغربي من ضفاف بحيرة الأسد على  نهر الفرات وبالقرب من سد تشرين.
تشتهر بالزراعة وخاصة القمح والشعير والكرمة والزيتون؛ وتحيط البلدة مزارع الزيتون من كل الجهات، وكثرت مؤخرا مداجن الدجاج فيها، وتشتهر أيضا بتربية المواشي.
يبلغ عدد سكانها حوالي 6000 نسمة حسب الإحصائيات الأخيرة. تعتبر تلحودان ملتقى للقرى التي حولها وهي أكبرها، وتتواجد فيها جميع الخدمات الاجتماعية والصحية والتجارية وغيرها من الانشطة الأساسية، والمنطقة غنية بالمكتشفات الأثرية حيث تحيط بالمكان وفي جميع الاتجاهات تلال ومناطق اثرية. 
تل حـوذان